# Vòng loại giải bóng đá vô địch U17 quốc gia 2018
Vòng loại giải bóng đá vô địch U17 quốc gia 2018 (Tên gọi chính thức là: Giải bóng đá vô địch U17 Quốc gia - Cúp Thái Sơn Nam 2018 là vòng đấu loại của Giải bóng đá vô địch U17 quốc gia 2018 do VFF tổ chức lần thứ 15, với nhà tài trợ chính đó là Công ty TNHH Thương mại Thái Sơn Nam. Đây là lần thứ 8 liên tiếp Thái Sơn Nam tài trợ cho giải đấu này.

## Tiêu chí xếp hạng
Dưới đây là tiêu chí xếp hạng các đội bóng được quy định trong điều lệ của giải đấu.
- Tính tổng số điểm của các Đội đạt được để xếp thứ hạng trong bảng/nhóm.
- Tính thành tích đối đầu của các Đội bóng:

1. Tổng số điểm.
2. Hiệu số của tổng số bàn thắng trừ tổng số bàn thua.
3. Tổng số bàn thắng.

- Tính các chỉ số của tất cả các trận đấu trong bảng/nhóm theo thứ tự:

1. Hiệu số của tổng số bàn thắng trừ tổng số bàn thua.
2. Tổng số bàn thắng.

- Bốc thăm để xác định thứ hạng của các Đội trong bảng/ nhóm (trong trường hợp chỉ có hai đội có các chỉ số trên bằng nhau và còn thi đấu trên sân thì sẽ tiếp tục thi đá luân lưu 11m để xác định đội xếp trên).

## Các đội bóng
Ngày 25 tháng 5 năm 2018, Liên đoàn Bóng đá Việt Nam tiến hành công bố lịch thi đấu vòng loại của Giải bóng đá vô địch U17 quốc gia 2018. Theo đó, vòng loại diễn ra từ ngày 26 tháng 5 năm 2018 đến ngày 17 tháng 6 năm 2018 trên 4 địa điểm đăng cai tổ chức. Mùa giải 2018, có 24 đội U17 tham dự vòng loại. Các Đội thi đấu vòng tròn hai lượt tính điểm xếp hạng tại mỗi bảng. Chọn 4 Đội xếp thứ Nhất và 3 Đội xếp thứ Nhì có điểm và các chỉ số cao hơn ở bốn bảng vào vòng chung kết.
| Đội bóng             | Ghi chú |
| -------------------- | ------- |
| U17 Viettel          | [ a ]   |
| U17 Hà Nội           |         |
| U17 Quảng Ninh       |         |
| U17 Hải Phòng        |         |
| U17 Công An Nhân Dân |         |
| U17 Nam Định         |         |

| Đội bóng             | Ghi chú |
| -------------------- | ------- |
| U17 Thanh Hóa        | [ b ]   |
| U17 SHB Đà Nẵng      |         |
| U17 Sông Lam Nghệ An |         |
| U17 Quảng Nam        |         |
| U17 Tây Ninh         |         |
| U17 Thừa Thiên Huế   |         |

| Đội bóng              | Ghi chú |
| --------------------- | ------- |
| U17 Hoàng Anh Gia Lai | [ c ]   |
| U17 Phú Yên           |         |
| U17 Khánh Hòa         |         |
| U17 Lâm Đồng          |         |
| U17 Bình Định         |         |
| U17 Bình Dương        |         |

| Đội bóng                  | Ghi chú |
| ------------------------- | ------- |
| U17 Thành phố Hồ Chí Minh | [ d ]   |
| U17 Long An               |         |
| U17 An Giang              |         |
| U17 Đồng Tháp             |         |
| U17 Cần Thơ               |         |
| U17 Đồng Nai              |         |

1. ↑  Bảng A do Trung tâm thể thao Viettel đăng cai tổ chức.
2. ↑  Bảng B do Công ty Cổ phần Bóng đá FLC Thanh Hóa đăng cai tổ chức.
3. ↑  Bảng C do Công ty cổ phần thể thao Hoàng Anh Gia Lai đăng cai tổ chức.
4. ↑  Bảng D do Trung tâm Thể dục Thể thao Thống Nhất đăng cai tổ chức.

## Vòng bảng

### Bảng A

#### Bảng xếp hạng Bảng A
| VT | Đội                  | ST | T | H | B  | BT | BB | HS  | Đ  | Giành quyền tham dự hoặc xuống hạng |
| -- | -------------------- | -- | - | - | -- | -- | -- | --- | -- | ----------------------------------- |
| 1  | U17 Công An Nhân Dân | 10 | 8 | 1 | 1  | 31 | 8  | +23 | 25 | Tham dự vòng chung kết              |
| 2  | U17 Viettel          | 10 | 8 | 0 | 2  | 33 | 10 | +23 | 24 | Xét tuyển vào vòng chung kết        |
| 3  | U17 Hà Nội           | 10 | 6 | 1 | 3  | 23 | 8  | +15 | 19 |                                     |
| 4  | U17 Nam Định         | 10 | 3 | 1 | 6  | 9  | 21 | −12 | 10 |                                     |
| 5  | U17 Than Quảng Ninh  | 10 | 3 | 1 | 6  | 14 | 30 | −16 | 10 |                                     |
| 6  | U17 Hải Phòng        | 10 | 0 | 0 | 10 | 10 | 43 | −33 | 0  |                                     |

1. ↑  Xếp vào hạt giống của vòng chung kết
2. ↑  Xếp vào hạt giống thứ hai của vòng chung kết

#### Vòng 1
| U17 Công An Nhân Dân                                                                                     | 5–0      | U17 Hải Phòng |
| --- | -------- | ------------- |
| Giáp Tuấn Dương (2) 11' · Hà Văn Phương (7) 18', 20' · Bùi Xuân Thịnh (9) 49' · Nguyễn Văn Nhật (14) 77' | Chi tiết |               |

| U17 Viettel | 6–0      | U17 Quảng Ninh |
| --- | -------- | -------------- |
| Bùi Tiên Sinh (10) 26' · Nguyễn Kim Nhật (9) 39' · Lê quốc Nhật Nam (38) 45+5' · Nguyễn Kim Nhật Nam (9) 67' · Nguyễn Ngọc Tú (7) 72', 76' | Chi tiết |                |

| U17 Hà Nội                                     | 2–0      | U17 Nam Định |
| ---------------------------------------------- | -------- | ------------ |
| Vũ Tiến Long (15) 51' · Nguyễn Văn Tài (5) 56' | Chi tiết |              |

#### Vòng 2
| U17 Nam Định | 0–3      | U17 Công An Nhân Dân                                                              |
| ------------ | -------- | --------------------------------------------------------------------------------- |
|              | Chi tiết | Bùi Anh Dức (8) 37' · Dỗ Ngọc Trọng (11) 55' · Nguyễn Công Định (12) 83' (ph.l.n) |

| U17 Hải Phòng | 0–4      | U17 Viettel                                                                                          |
| ------------- | -------- | --- |
|               | Chi tiết | Bùi Tiến Sinh (10) 37' · Nguyễn Hữu Nam (16) 42' · Đinh Thanh Trung (19) 45' · Phạm Văn Đạt (24) 89' |

| U17 Quảng Ninh          | 1–2      | U17 Hà Nội                                          |
| ----------------------- | -------- | --------------------------------------------------- |
| Nguyễn Văn Sơn (10) 23' | Chi tiết | Nguyễn Văn Tùng (10) 38' · Nguyễn văn tài (5) 90+4' |

### Bảng xếp hạng bảng B
| VT | Đội                  | ST | T | H | B | BT | BB | HS  | Đ  | Giành quyền tham dự hoặc xuống hạng |
| -- | -------------------- | -- | - | - | - | -- | -- | --- | -- | ----------------------------------- |
| 1  | U17 SHB Đà Nẵng      | 10 | 8 | 2 | 0 | 28 | 4  | +24 | 26 | Tham dự vòng chung kết              |
| 2  | U17 Sông Lam Nghệ An | 10 | 7 | 3 | 0 | 26 | 3  | +23 | 24 | Xét tuyển vào vòng chung kết        |
| 3  | U17 FLC Thanh Hóa    | 10 | 6 | 1 | 3 | 20 | 12 | +8  | 19 |                                     |
| 4  | U17 Quảng Nam        | 10 | 2 | 0 | 8 | 4  | 31 | −27 | 6  |                                     |
| 5  | U17 Thừa Thiên Huế   | 10 | 1 | 2 | 7 | 13 | 21 | −8  | 5  |                                     |
| 6  | U17 Tây Ninh         | 10 | 1 | 2 | 7 | 9  | 29 | −20 | 5  |                                     |

1. ↑  Xếp vào hạt giống của vòng chung kết
2. ↑  Xếp vào hạt giống thứ hai của vòng chung kết

#### Vòng 1
| U17 FLC Thanh Hóa | 0–0      | U17 Sông Lam Nghệ An |
| ----------------- | -------- | -------------------- |
|                   | Chi tiết |                      |

| U17 Thừa Thiên Huế         | 1–2      | U17 Quảng Nam                                   |
| -------------------------- | -------- | ----------------------------------------------- |
| Nguyễn Văn Hoàng (3) 90+2' | Chi tiết | Lê Viết Hải (19) 26' · Nguyễn Phi Hùng (29) 52' |

| U17 SHB Đà Nẵng                                                                                                   | 5–1      | U17 Tây Ninh             |
| --- | -------- | ------------------------ |
| Võ Phúc (15) 16' · Trương Võ Lộc (16) 48' · Phạm Bá Thảo (12) 55' · Bùi Quang Huy (8) 63' · Phạm Xuân Tạo (9) 86' | Chi tiết | Ngô Lê Phát Lộc (14) 54' |

#### Vòng 2
| U17 Sông Lam Nghệ An    | 1–1      | U17 SHB Đà Nẵng        |
| ----------------------- | -------- | ---------------------- |
| Trần Quốc Thành (9) 38' | Chi tiết | Hồ Văn Duy Bảo (5) 82' |

| U17 Tây Ninh             | 1–1      | U17 Thừa Thiên Huế |
| ------------------------ | -------- | ------------------ |
| Ngô Lê Phát Lộc (14) 36' | Chi tiết | Võ Bá Quốc 78'     |

| U17 Quảng Nam               | 0–1      | U17 FLC Thanh Hóa       |
| --------------------------- | -------- | ----------------------- |
| Trần Ngọc Đồng (10) 42' 84' | Chi tiết | Nguyễn Văn Đạt (23) 52' |

### Bảng C

#### Bảng xếp hạng bảng C
| VT | Đội                   | ST | T | H | B | BT | BB | HS  | Đ  | Giành quyền tham dự hoặc xuống hạng |
| -- | --------------------- | -- | - | - | - | -- | -- | --- | -- | ----------------------------------- |
| 1  | U17 Hoàng Anh Gia Lai | 10 | 8 | 2 | 0 | 37 | 8  | +29 | 26 | Tham dự vòng chung kết              |
| 2  | U17 Bình Dương        | 10 | 8 | 0 | 2 | 31 | 12 | +19 | 24 | Xét tuyển vào vòng chung kết        |
| 3  | U17 Lâm Đồng          | 10 | 4 | 1 | 5 | 15 | 26 | −11 | 13 |                                     |
| 4  | U17 Khánh Hòa         | 10 | 3 | 2 | 5 | 14 | 23 | −9  | 11 |                                     |
| 5  | U17 Bình Định         | 10 | 2 | 2 | 6 | 9  | 16 | −7  | 8  |                                     |
| 6  | U17 Phú Yên           | 10 | 1 | 1 | 8 | 4  | 25 | −21 | 4  |                                     |

1. ↑  Xếp vào hạt giống của vòng chung kết
2. ↑  Xếp vào hạt giống thứ hai của vòng chung kết

#### Vòng 1
| U17 Hoàng Anh Gia Lai | 0–0      | U17 Bình Định |
| --------------------- | -------- | ------------- |
|                       | Chi tiết |               |

| U17 Becamex Bình Dương                                   | 3–0      | U17 Phú Yên |
| -------------------------------------------------------- | -------- | ----------- |
| Đoàn Minh Nhựt (9) 13', 78' · Võ Hoàng Minh Khoa (8) 50' | Chi tiết |             |

| U17 Sannest Khánh Hòa     | 1–2      | U17 Lâm Đồng                     |
| ------------------------- | -------- | -------------------------------- |
| Hoàng Mạnh Quỳnh (15) 70' | Chi tiết | Trịnh Quốc Thắng (11) 18', 90+3' |

#### Vòng 2
| U17 Lâm Đồng                  | 1–5      | U17 Becamex Bình Dương                                                                                       |
| ----------------------------- | -------- | --- |
| Phạm Trần Trung Nghĩa (9) 14' | Chi tiết | Trần Hoàng Bảo (4) 34', 43' · Đoàn Minh Nhựt (9) 56' · Nguyễn Hữu Hào (13) 64' · Võ Hoàng Minh Khoa(8) 90+1' |

| U17 Phú Yên             | 0–8      | U17 Hoàng Anh Gia Lai |
| ----------------------- | -------- | --- |
| Nguyễn Thế Kiệt (4) 65' | Chi tiết | Nguyễn Thế Kiệt (4) 21' · Cao Hoàng Tú (11) 57' · Nguyễn Hoàng Trung Nguyên (9) 58', 90+1' · Phan Du Học (17) 67' · Đỗ Thành Đạt (16) 71' · Nguyễn Tuấn Em (10) 78' · Phan Văn Vĩ (3) 87' |

| U17 Bình Định                                        | 2–1      | U17 Sannest Khánh Hòa     |
| ---------------------------------------------------- | -------- | ------------------------- |
| Trần Văn Thái (25) 25' · Dương Trí Trường (20) 45+1' | Chi tiết | Nguyễn Minh Lợi (2) 90+1' |

### Bảng D

#### Bảng xếp hạng bảng D
| VT | Đội                       | ST | T | H | B | BT | BB | HS  | Đ  | Giành quyền tham dự hoặc xuống hạng |
| -- | ------------------------- | -- | - | - | - | -- | -- | --- | -- | ----------------------------------- |
| 1  | U17 An Giang              | 10 | 8 | 1 | 1 | 25 | 9  | +16 | 25 | Tham dự vòng chung kết              |
| 2  | U17 Đồng Tháp             | 10 | 7 | 2 | 1 | 18 | 6  | +12 | 23 | Xét tuyển vào vòng chung kết        |
| 3  | U17 Thành phố Hồ Chí Minh | 10 | 5 | 2 | 3 | 28 | 18 | +10 | 17 |                                     |
| 4  | U17 Long An               | 10 | 2 | 2 | 6 | 12 | 18 | −6  | 8  |                                     |
| 5  | U17 Đồng Nai              | 10 | 2 | 1 | 7 | 9  | 25 | −16 | 7  |                                     |
| 6  | U17 Cần Thơ               | 10 | 2 | 0 | 8 | 6  | 22 | −16 | 6  |                                     |

1. ↑  Xếp vào hạt giống của vòng chung kết
2. ↑  Xếp vào hạt giống thứ hai của vòng chung kết

#### Vòng 1
| U17 An Giang                                                                    | 3–1      | U17 Long An            |
| ------------------------------------------------------------------------------- | -------- | ---------------------- |
| Nguyễn Văn Vinh (11) 30' · Khưu Thượng Phúc (22) 32' · Nguyễn Cao Vỹ (16) 90+2' | Chi tiết | Nguyễn Quốc Lộc (9) 4' |

| U17 Thành phố Hồ Chí Minh                                                                     | 3–3      | U17 Đồng Tháp                                                        |
| --------------------------------------------------------------------------------------------- | -------- | -------------------------------------------------------------------- |
| Nguyễn Trung Thành (11) 17', 67' · Nguyễn Ngọc Hậu (16) 45+2' · Dương Vĩnh Khang (10) 30' 45' | Chi tiết | Nguyễn Thành Nhân (7) 5' · Kha Tấn Tài (9) 19' · Thành Tùng (12) 41' |

| U17 Cần Thơ              | 0–2      | U17 Đồng Nai                                        |
| ------------------------ | -------- | --------------------------------------------------- |
| Nguyễn Anh Phát (15) 12' | Chi tiết | Đặng Duy Trường (19) 69' · Lê Cảnh Gia Huy (11) 85' |

#### Vòng 2
| U17 Đồng Nai                                         | 2–1      | U17 An Giang                                       |
| ---------------------------------------------------- | -------- | -------------------------------------------------- |
| Đặng Duy Trường (19) 1' · Lê Cảnh Gia Huy (11) 90+2' | Chi tiết | Phạm Hữu Nhiều (5) 3' · Phạm Hữu Nhiều (5) 14' 63' |

| U17 Long An               | 1–1      | U17 Thành phố Hồ Chí Minh |
| ------------------------- | -------- | ------------------------- |
| Nguyễn Hữu Tài (20) 90+5' | Chi tiết | Nguyễn Ngọc Hậu (16) 13'  |

| U17 Đồng Tháp                                            | 2–0      | U17 Cần Thơ |
| -------------------------------------------------------- | -------- | ----------- |
| Nguyễn Ngọc Trường Sơn (10) 35' · Võ Minh Trọng (20) 52' | Chi tiết |             |

## Bảng xếp hạng các đội xếp thứ nhì
| VT | Đội                  | ST | T | H | B | BT | BB | HS  | Đ  | Giành quyền tham dự hoặc xuống hạng |
| -- | -------------------- | -- | - | - | - | -- | -- | --- | -- | ----------------------------------- |
| 1  | U17 Viettel          | 10 | 8 | 0 | 2 | 33 | 10 | +23 | 24 | Tham dự vòng chung kết              |
| 2  | U17 Sông Lam Nghệ An | 10 | 7 | 3 | 0 | 26 | 3  | +23 | 24 | Tham dự vòng chung kết              |
| 3  | U17 Bình Dương       | 10 | 8 | 0 | 2 | 31 | 12 | +19 | 24 | Tham dự vòng chung kết              |
| 4  | U17 Đồng Tháp        | 10 | 7 | 2 | 1 | 18 | 6  | +12 | 23 |                                     |

1. ↑  Không được xếp hạt giống
2. ↑  Không được xếp hạt giống
3. ↑  Không được xếp hạt giống